# پیر پائولو کاپونی
پیر پائولو کاپونی (ایتالیایی: Pier Paolo Capponi؛ زاده ۹ ژوئن ۱۹۳۸) هنرپیشه و فیلم‌نامه‌نویس ایتالیایی بود. از فیلم‌هایی که وی در آن نقش داشت می‌توان به راهبه دیر کاسترو، فصلی در دوزخ، خرابکاران، زیبایی زنان، والری، ظاهر و باطن، الماس‌های آغشته به خون، فصلی از زندگی بزرگان و تکاور اشاره کرد.